# Майдан-Собещанський
Майдан-Собещанський (пол. Majdan Sobieszczański) — село в Польщі, у гміні Неджвиця-Дужа Люблінського повіту Люблінського воєводства. Населення — 176 осіб (2011).

## Демографія
Демографічна структура станом на 31 березня 2011 року:
|          | Загалом | Допрацездатний вік | Працездатний вік | Постпрацездатний вік |
| -------- | ------- | ------------------ | ---------------- | -------------------- |
| Чоловіки | 92      | 17                 | 60               | 15                   |
| Жінки    | 84      | 10                 | 52               | 22                   |
| Разом    | 176     | 27                 | 112              | 37                   |